# Neoplocaederus humeralis
Neoplocaederus humeralis là một loài bọ cánh cứng trong họ Cerambycidae.